# Momblona
Momblona település Spanyolországban, Soria tartományban. Momblona Soliedra, Escobosa de Almazán, Maján, Cañamaque, Monteagudo de las Vicarías, Alentisque és Morón de Almazán községekkel határos. Lakosainak száma 18 fő (2024).

## Népesség
A település népessége az elmúlt években az alábbi módon változott:
| Lakosok száma | 40   | 37   | 35   | 31   | 26   | 26   | 23   | 20   | 18   | 18   |
|               | 2001 | 2004 | 2007 | 2009 | 2012 | 2014 | 2017 | 2019 | 2022 | 2024 |